# Finiș
Finiș (Hongaars: Fenes, of Varásfenes) is een Roemeense gemeente in het district Bihor.
De gemeente Finiș telt 3681 inwoners. De gemeente kent een Hongaarse minderheid van ongeveer 31% van de bevolking. Samen met de buurgemeente Tărcaia vormt ze een Hongaarstalige enclave (Fekete-Körös-vallei) in dit deel van het district Bihor. Ook in het stadje Beiuș woonden in 2011 nog ruim 700 Hongaren.

## Bevolkingssamenstelling hoofdkern
- 1910 - 1949 inwoners, 596 Roemenen en 1343 Hongaren.
- 2011 - 1674 inwoners, 768 Roemenen en 854 Hongaren.